# Geneuille
Geneuille település Franciaországban, Doubs megyében. Lakosainak száma 1264 fő (2022. január 1.). Geneuille Bussières és Les Auxons községekkel határos.

## Népesség
A település népességének változása:
| Lakosok száma | 401  | 655  | 768  | 1225 | 1358 | 1347 | 1331 | 1317 | 1299 | 1264 |
|               | 1968 | 1982 | 1990 | 2006 | 2013 | 2015 | 2017 | 2019 | 2020 | 2022 |